# Scott Russell
Raymond Scott Russell (East Point, 28 ottobre 1964) è un pilota motociclistico statunitense, campione mondiale Superbike nel 1993.
Spesso viene ricordato col soprannome di Mr. Daytona, avendo egli vinto 5 edizioni della 200 Miglia di Daytona, classica gara statunitense per moto derivate dalla serie.

## Carriera

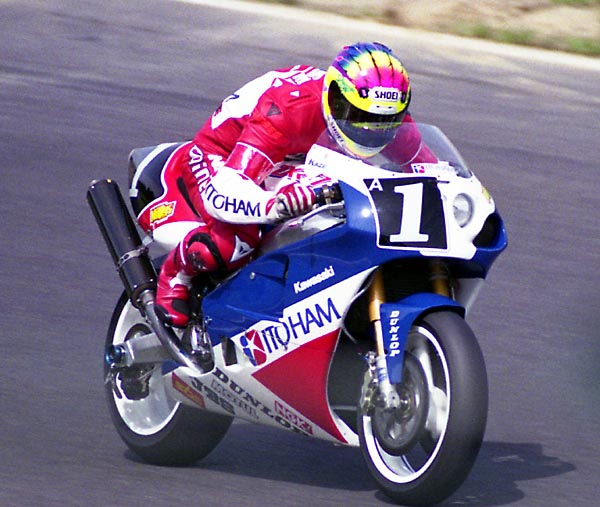
Russell su Kawasaki ZXR 750 nella vittoriosa 8 Ore di Suzuka del 1993.

La sua attività nel motociclismo inizia nel motocross per passare solo in un secondo tempo alle competizioni su asfalto. Prende parte alle sue prime competizioni locali statunitensi verso la metà degli anni ottanta gareggiando nelle gare di durata organizzate dalla WERA Motorcycle Roadracing, ottenendo i suoi primi successi nelle gare AMA nazionali nel 1988 che gli valgono il secondo posto nella categoria AMA 750 Supersport (classe in cui ottenne la prima vittoria proprio sul suo circuito di casa - Road Atlanta a Braselton, Georgia) ed il titolo di Rookie of the Year (Esordiente dell'Anno). Passa alle competizioni internazionali l'anno successivo, quando viene iscritto come wild card dalla Suzuki alla gara americana del campionato mondiale Superbike disputatasi a Brainerd, dove si classifica ai margini della zona punti.
Dopo i successi iniziali nelle classi AMA 750 Supersport e AMA 600 Supersport, Russell consolida la sua fama ottenendo nel 1989, con la Suzuki del team Yoshimura, il secondo posto nella classifica in AMA Superbike, alle spalle del compagno di squadra Jamie James, conquistando la sua prima vittoria in questa classe ancora sul suo circuito di Road Atlanta.
Il punto di svolta nella carriera di Scott Russell si è avuto nel 1990, quando decide di cambiare squadra passando alla Kawasaki del Rob Muzzy Racing. Con la nuova moto si impone per tre anni di fila nella AMA 750 Supersport, dominando la stagione 1991 con nove vittorie su nove gare ed ottenendo un totale record di 23 vittorie nella categoria.
Punto culminante di questo ciclo di vittorie è stata la vittoria al fotofinish alla 200 miglia di Daytona 1992, quando, nonostante i meccanici gli rovesciarono addosso la benzina durante il pit stop facendogli temere di incappare in un disastroso incendio, batte di un soffio la Ducati del rivale Doug Polen superandolo in prossimità del traguardo con uno Slingshot pass, manovra che consiste nel tagliare trasversalmente la pista sopraelevata scendendo rapidamente dalla parte esterna (posta più in alto) verso l'interno, acquistando velocità.
Dopo i successi in patria, per molti anni la sua attività si è svolta nel campionato mondiale Superbike, dove, dopo le presenze come wild card nel triennio 1989-1991, è stato presente quasi ininterrottamente nelle classifiche fino al 1998 aggiudicandosi il titolo mondiale nel 1993 in sella ad una Kawasaki battendo l'inglese Carl Fogarty, pilota Ducati. L'anno successivo le parti sono invertite, Russel secondo e Fogarty campione mondiale.

Russell in piega sulla ZXR 750 nel corso del Gran Premio di superbike di Misano Adriatico 1994.

Per quanto riguarda le gare del motomondiale, le sue presenze si sono registrate in due stagioni, 1995 e 1996, corse entrambe in classe 500 alla guida di una Suzuki. I suoi migliori piazzamenti nelle 19 presenze totali sono stati due terzi posti nei singoli gran premi ed il 6º posto finale nella stagione 1996. Dopo tale esperienza torna alle Superbike, dapprima nel mondiale con la Yamaha nel 1997-'98, poi negli U.S.A. con la Harley-Davidson VR1000 nel 1999-2000, per essere infine ingaggiato dalla Ducati per il 2001.
Nel suo palmarès può vantare anche la vittoria nella 8 Ore di Suzuka del 1993 in coppia con Aaron Slight, un campionato AMA Superbike e, come già detto, 5 edizioni della 200 miglia di Daytona tra il 1992 ed il 1998 (solo nel 1993 e nel 1996 manca la vittoria, battuto entrambe le volte in volata rispettivamente da Eddie Lawson per 0,05 secondi e da Miguel Duhamel per 0,01 secondi) ed è stato inserito nella Motorcycle Hall of Fame nel 2005.
La sua carriera agonistica nel campo delle due ruote ha avuto un brusco termine nel 2001 a causa di un grave infortunio in cui è incorso quando, alla partenza della 200 miglia di Daytona, è stato violentemente investito da alcuni piloti sopraggiungenti dopo che la sua Ducati era rimasta bloccata all'avvio da un problema meccanico. Pur ripresosi dall'infortunio, da quel momento le sue apparizioni nel mondo delle corse motociclistiche diventarono solo occasionali. In seguito si è dedicato all'attività di commentatore televisivo e, dal 2009, ha iniziato a dedicarsi alle competizioni automobilistiche partecipando alle competizioni della GRAND-AM Rolex Sports Car Series a cui si è iscritto anche nel 2010 in occasione del quale si è aggiudicato l'undicesima prova di Montreal, in coppia con Paul Edwards. Dal 2012 è un istruttore del Yamaha Championship Riding School.

## Risultati in gara

### Campionato mondiale Superbike
| 1989 | Moto   |  |  |  |  |  |  |    |    |  |  |  |  |  |  |  |  |  |  |  |  |  |  |  |  |  |  | Punti | Pos. |
| ---- | ------ |  |  |  |  |  |  | -- | -- |  |  |  |  |  |  |  |  |  |  |  |  |  |  |  |  |  |  | ----- | ---- |
| 1989 | Suzuki |  |  |  |  |  |  | 15 | 17 |  |  |  |  |  |  |  |  |  |  |  |  |  |  |  |  |  |  | 1     | 80º  |

| 1990 | Moto     |  |  |  |  |  |  |  |  |  |  |    |   |  |  |  |  |  |  |  |  |  |  |  |  |  |  | Punti | Pos. |
| ---- | -------- |  |  |  |  |  |  |  |  |  |  | -- | - |  |  |  |  |  |  |  |  |  |  |  |  |  |  | ----- | ---- |
| 1990 | Kawasaki |  |  |  |  |  |  |  |  |  |  | 10 | 7 |  |  |  |  |  |  |  |  |  |  |  |  |  |  | 15    | 35º  |

| 1991 | Moto     |  |  |  |  |  |  |   |   |  |  |  |  |  |  |   |   |  |  |  |  |  |  |  |  |  |  | Punti | Pos. |
| ---- | -------- |  |  |  |  |  |  | - | - |  |  |  |  |  |  | - | - |  |  |  |  |  |  |  |  |  |  | ----- | ---- |
| 1991 | Kawasaki |  |  |  |  |  |  | 2 | 2 |  |  |  |  |  |  | 8 | 5 |  |  |  |  |  |  |  |  |  |  | 53    | 17º  |

| 1992 | Moto     |     |   |   |   |   |   |   |   |  |  |  |  |  |  |  |  |  |  |  |  |  |  |  |  |  |  | Punti | Pos. |
| ---- | -------- | --- | - | - | - | - | - | - | - |  |  |  |  |  |  |  |  |  |  |  |  |  |  |  |  |  |  | ----- | ---- |
| 1992 | Kawasaki | Rit | 7 | 3 | 3 | 4 | 7 | 3 | 9 |  |  |  |  |  |  |  |  |  |  |  |  |  |  |  |  |  |  | 83    | 11º  |

| 1993 | Moto     |   |   |   |   |     |   |   |   |   |   |   |   |   |   |   |   |   |   |   |   |   |   |   |   |     |   | Punti | Pos. |
| ---- | -------- | - | - | - | - | --- | - | - | - | - | - | - | - | - | - | - | - | - | - | - | - | - | - | - | - | --- | - | ----- | ---- |
| 1993 | Kawasaki | 2 | 2 | 6 | 1 | Rit | 2 | 4 | 2 | 3 | 7 | 2 | 1 | 4 | 2 | 2 | 2 | 8 | 1 | 2 | 2 | 2 | 5 | 1 | 1 | Rit | 2 | 378,5 | 1º   |

| 1994 | Moto     |   |   |   |   |   |   |     |     |    |    |   |   |   |   |   |   |   |     |   |   |   |    |  |  |  |  | Punti | Pos. |
| ---- | -------- | - | - | - | - | - | - | --- | --- | -- | -- | - | - | - | - | - | - | - | --- | - | - | - | -- |  |  |  |  | ----- | ---- |
| 1994 | Kawasaki | 4 | 1 | 1 | 1 | 1 | 2 | Rit | Rit | 14 | 12 | 3 | 3 | 1 | 1 | 6 | 9 | 1 | Rit | 1 | 1 | 2 | 17 |  |  |  |  | 280   | 2º   |

| 1995 | Moto     |   |    |    |   |   |     |  |  |  |  |  |  |  |  |  |  |  |  |  |  |  |  |  |  |  |  | Punti | Pos. |
| ---- | -------- | - | -- | -- | - | - | --- |  |  |  |  |  |  |  |  |  |  |  |  |  |  |  |  |  |  |  |  | ----- | ---- |
| 1995 | Kawasaki | 8 | 10 | 14 | 8 | 6 | Rit |  |  |  |  |  |  |  |  |  |  |  |  |  |  |  |  |  |  |  |  | 34    | 18º  |

| 1997 | Moto   |   |   |     |   |   |   |   |   |   |   |   |   |   |   |   |   |   |   |     |   |    |     |   |   |  |  | Punti | Pos. |
| ---- | ------ | - | - | --- | - | - | - | - | - | - | - | - | - | - | - | - | - | - | - | --- | - | -- | --- | - | - |  |  | ----- | ---- |
| 1997 | Yamaha | 7 | 6 | Rit | 6 | 6 | 7 | 3 | 4 | 5 | 8 | 6 | 4 | 2 | 5 | 7 | 4 | 6 | 8 | Rit | 5 | 12 | Rit | 6 | 5 |  |  | 226   | 6º   |

| 1998 | Moto   |    |   |    |    |     |     |   |   |    |     |   |   |    |   |    |     |   |   |    |    |   |     |   |    |  |  | Punti | Pos. |
| ---- | ------ | -- | - | -- | -- | --- | --- | - | - | -- | --- | - | - | -- | - | -- | --- | - | - | -- | -- | - | --- | - | -- |  |  | ----- | ---- |
| 1998 | Yamaha | 10 | 8 | 13 | 11 | Rit | Rit | 6 | 9 | 11 | Rit | 8 | 6 | 10 | 9 | 15 | Rit | 3 | 8 | 12 | 11 | 9 | Rit | 5 | 12 |  |  | 130,5 | 10º  |

| Legenda | 1º posto        | 2º posto            | 3º posto           | A punti      | Senza punti        | Grassetto – Pole position Corsivo – Giro più veloce |
| Legenda | Gara non valida | Non qual./Non part. | Ritirato/Non class | Squalificato | '-' Dato non disp. | Grassetto – Pole position Corsivo – Giro più veloce |

### Motomondiale
| 1995 | Classe | Moto   |  |  |  |  |  |    |    |   |    |    |   |     |   |  |  | Punti | Pos. |
| ---- | ------ | ------ |  |  |  |  |  | -- | -- | - | -- | -- | - | --- | - |  |  | ----- | ---- |
| 1995 | 500    | Suzuki |  |  |  |  |  | 11 | 12 | 6 | NP | 11 | 5 | Rit | 8 |  |  | 43    | 13º  |

| 1996 | Classe | Moto   |   |   |   |    |  |   |   |   |   |   |   |   |    |   |     | Punti | Pos. |
| ---- | ------ | ------ | - | - | - | -- |  | - | - | - | - | - | - | - | -- | - | --- | ----- | ---- |
| 1996 | 500    | Suzuki | 4 | 7 | 3 | NP |  | 5 | 4 | 4 | 5 | 6 | 3 | 7 | 11 | 9 | Rit | 133   | 6º   |

| Legenda | 1º posto        | 2º posto            | 3º posto            | A punti      | Senza punti        | Grassetto – Pole position Corsivo – Giro più veloce |
| Legenda | Gara non valida | Non qual./Non part. | Ritirato/Non class. | Squalificato | '-' Dato non disp. | Grassetto – Pole position Corsivo – Giro più veloce |